# 張尚大
張尚大（1525年—？），字時豐，江西吉安府萬安縣人，民籍，明朝政治人物。

## 生平
嘉靖三十一年（1552年）壬子科江西鄉試第三十四名舉人，三十八年（1559年）中式己未科會試第二百五十九名，二甲第七十九名進士。授廣東按察司僉事，隆慶三年（1569年）七月升廣東布政使司左參議，調福建布政使司左參議，萬曆六年（1578年）三月調貴州布政使司右參議。

## 家族
曾祖張履安；祖父張顯，旌表孝子；父張銳。母蕭氏。具慶下。兄張尚禮、張尚文，弟張尚象。